# 康普羅邁斯鎮區 (伊利諾伊州尚佩恩縣)
康普羅邁斯斯鎮區（英語：Compromise Township）是位於美國伊利諾伊州尚佩恩縣的一個行政鎮區。

## 地方資料
根據2010年美國人口普查的數據，康普羅邁斯斯鎮區的面積為123.70平方千米，當中陸地面積為123.70平方千米，而水域面積為0.00平方千米。當地共有人口1550人，而人口密度為每平方千米12.53人。